# Erzsébet Kolová
Erzsébet Kolová, nepřechýleně Erzsébet Kol (8. července 1897 Cluj-Napoca – 15. listopadu 1980 Budapešť), byla mezinárodně uznávanou maďarskou výzkumnicí řas.

## Život
Erzsébet Kolová získala středoškolský učitelský diplom v Szegedu v roce 1924, doktorát získala v roce 1925. Od roku 1932 přednášela na univerzitní katedře obecné botaniky. V roce 1937 získala kvalifikaci soukromé profesorky. V letech 1940 až 1948 vyučovala na univerzitě v Kluži a poté až do svého odchodu do důchodu v roce 1969 pracovala ve Sbírce rostlin Národního muzea v Budapešti. Zabývala se především výzkumem řas žijících na sněhu a ledu. Její sbírka řas a její mikrofotografie jsou unikátní muzejní raritou.